# Spodiopogon jainii
Spodiopogon jainii är en gräsart som beskrevs av V.J.Nair, A.N.Singh och N.Chandrasekharan Nair. Spodiopogon jainii ingår i släktet Spodiopogon och familjen gräs. Inga underarter finns listade i Catalogue of Life.